# 小池雅也
小池 雅也（こいけ まさや、1月27日 - ）は、日本の作曲家、編曲家、ギタリスト。東京都出身。主にアニメ関連の楽曲を手掛けており、作曲、編曲、ミキシングから、ステージでのギター演奏まで行う。愛称は「アニキ」。

## 略歴
元々はTV番組の音声効果やミキサーの仕事をしていた。
1996年、渡辺浩弐が制作していたPlayStationの環境ビデオの音声効果を担当したことを切っ掛けに声をかけられ、当時渡辺が支援していた桃井はるこを紹介され、その依頼により最初に作ったのが『GURA GURA』で、以後も断続的にその活動に関わることになる。
2000年、再び桃井はること共同作業を行いMail Meを編曲、自宅で録音。Mail Meは当時後に萌えソング・電波ソングと言われるような市場が存在しなかったこともあり、さして売れなかったが、桃井との活動に可能性を感じ『Poly-Phonic』というユニットを結成した。
2002年、桃井はるこの発案で「美少女ゲームソングに愛を！、萌えソングをきわめるゾ！」との理念を元にUNDER17を結成。アニメ・ゲーム主題歌を多く手がける。東名阪単独公演を行うほどの人気を博したが、2004年12月31日、方向性の違いから解散した。しかし、直後にMOSAIC.WAVと出会い、またmilktubのbambooなど周囲の同じ方向を目指す音楽家に刺激を受け、新たな世代とともに萌えソングを広めていく役割を担ったとの啓示を受ける。
2005年、オカザキシュンと共に、楽曲製作チーム4-EVERを結成。アニメBGMなどを手がける。かなすぎはじめ、YURIAと共に、スイーツ探検隊（現 すいーつたんけんたい）を結成。テレビアニメ『Canvas2 〜虹色のスケッチ〜』のためのコラボレーションだったが、その後も活動を続ける。
2008年、Animelo Summer Live2008にてMOSAIC.WAVの一員として参加。桃井はること一夜限りのUNDER17復活をし、MOSAIC.WAVと「天罰！エンジェルラビィ」をコラボレーションした。
2009年、月宮うさぎと共に、ULTRA-PRISMを結成。TVアニメ『侵略!イカ娘』の冒頭主題歌に侵略ノススメ☆ が採用されるなどしている。
2013年、畑亜貴、bambooと共に、昭和撫子を結成し、『しょうわじまん』を発表。

## 概要
身長180cmの長身で、常時サングラス着用をしているため、第一印象は怖い人と思われることが多い。
子供の頃ピアノを習ったのが音楽に関わる初めだったが、厳格な教師に上手く演奏できないことを否定され叱りつけられるばかりで、その良さはまったくわからなかった。中学生の時にロックバンドキッスに感化されてギターを手に入れ、学校に行っている時以外は朝起きて寝るまでギターを弾くほどになる。小中高と表向きは普通の学生生活を送っていたが、違和感を感じていたと言い、好きこそものの上手なれ、自分から求めていかない奴にやらせても駄目という考えを持つ。
職人気質で、昭和撫子を結成した畑亜貴によると、畑やbambooがすぐ飽きて関係ないことをし始めてしまうのに対し、小池は黙々と作業を進め有無を言わせない。基本的に気遣いの人間で、仕事相手に配慮した丁寧な作業を心がけるという。ただし、派手なギタリストとしての性格も一方で持ち合わせ、その両者を切り替えることができる。
ヘヴィメタル系のギタリストと思われがちだが、そのギタリストは好きではない。影響を受けたのはカルロス・サンタナで一番好きなのはジェフ・ベック。音楽基盤がロックにあることから、ライブでは萌えやアニメと対極的なロック色を押し出した激しい演奏を行う。

### 歌姫との協業
自身を脇役（バイプレイヤー）的な役割と自認し、萌えソングを追求する小池の活動は歌姫の存在が重要な位置を占める。
最初のそれは渡辺浩弐の紹介で知り合った桃井はるこで、1997年のGURAGURAを皮切りに断続的にその音楽活動を支えることになった。しかし、その長きに渡る関係が2004年のUNDER17の解散という形で決裂に終わってからは、YURIA、織姫よぞらなどを経て、ULTRA-PRISMを結成する月宮うさぎを見出すことになる。アイドル声優が隆盛する一方で、かつてオタク業界を席巻した萌えソングは下火となっていたが、今一度それを復興するためにその活動と声から可能性を感じ選んだ人材であった。

### 萌えソング
萌えソングの根本的な音楽性も、1996年当時ライブアイドルであった桃井はるこに聞かされたアイドル歌謡曲を「もっとアーティストっぽいアレンジにできる」と発想し、「かわいい声に汚れた音を乗せると、ギャップで萌えが引き立つはずだ」との思いで最初に作った『GURA GURA』(1997)が発端で、「萌えソング」はただの記号の組み合わせではない。萌えソングや電波ソングに問われるのはスピリットであると語る。
嘗ての盟友であった桃井が「萌え」に対して様々な意見や主張を示し、表面上の変遷が激しいのに対し、小池は一貫して安定した萌えソングの追求を行なっている。

### UNDER17
後期アンセブはその音楽的闘争の中で幾つもの傑作を生み出したが、それ故に両者の中は修復不能なほど亀裂を深め、2004年末のライブを以って解散に至ることになる。桃井との関係修復は十年近い時を経た、AnimeJapan 2014での「激動のアニソン史2000's『桃井はるこ＆小池雅也～電波の系譜』」を待つこととなった。
小池はUNDER17を振り返り、あの頃はプロ意識がなく、アマチュアの延長で無我夢中に右も左もわからず刹那的にやっていた。今となってはUNDER17の解散は本職になる上でのひとつの通過点であったと位置づけている。

## メディア出演
- インターネットラジオ『大人バカ。』バッキンガム竹田とともにレギュラー出演。
- インターネットラジオ『MOE MUSIC STATION 萌みゅう』 第37回（2005年6月17日）からレギュラー
- インターネットラジオ『小池雅也とMOSAIC.WAVのぽっぷ!ちっぷ!ちゅーん!』
- インターネットラジオ『小池雅也の萌え』2007年7月～2009年5月/メインMC
- インターネットラジオ『水宮浅葱の初体験!』
- アキバ音楽ムーブメント（MONDO21）